# Bunda János

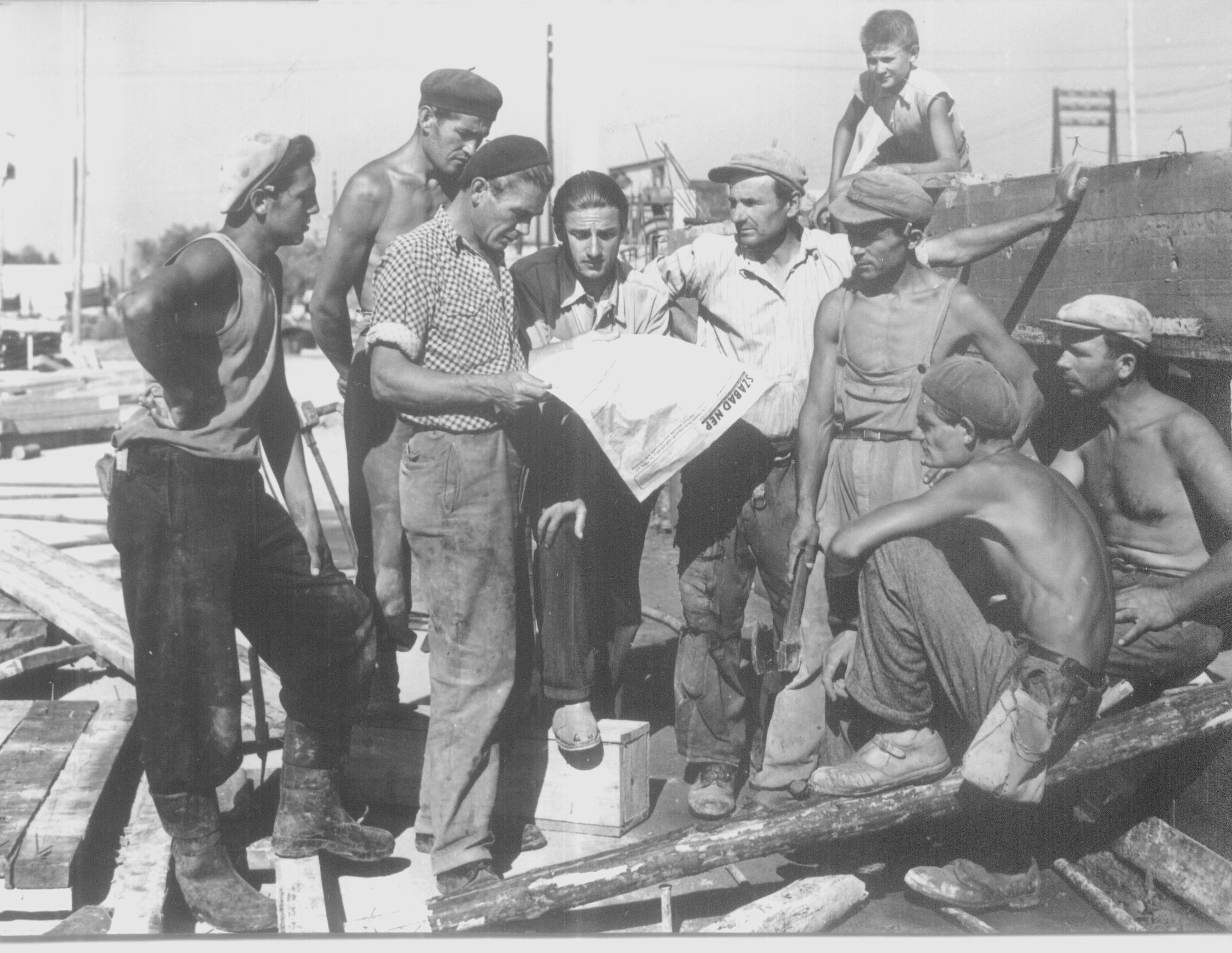
A Kossuth-díjas Bunda János ács brigádja a Szabad Népet olvassa

Bunda János (1916–1989) Kossuth-díjas ács, a Hejőcsabai Cementgyár brigádvezetője, majd a 28/2. számú Állami Építőipari Vállalat csoportvezetője, sztahanovista.

## Élete
Részt vett a sztahanovista mozgalomban. 1948 és 1953 között a Szabad Nép című napilap munkaversennyel kapcsolatos cikkeiben 8 alkalommal szerepelt.
1953-ban megkapta a Kossuth-díj bronz fokozatát, a hosszas indoklás szerint „a zsaluzóanyag többszöri kihasználása terén, a táblás zsaluzási rendszer bevezetésével elért jelentős eredményeiért. Brigádja 2 év óta sztahanovista szinten dolgozik. Jelenlegi [1953-ban] teljesítménye 200–250 százalék körül van.” 1970-ben a Felszabadulási Jubileumi Emlékéremmel, 1972-ben a Munka Érdemrend ezüst fokozatával díjazták.